# Паркер, Джордж, 2-й граф Макклсфилд

Герб графа Макклсфилда

Джордж Паркер 2-й граф Макклсфилд (1697 — 17 марта 1764, Оксфордшир) — британский аристократ, астроном, политик, член Палаты лордов (с 1732), член (1722) и президент (1752—1764) Лондонского королевского общества. Пэр Великобритании. меценат.

## Биография
Единственный сын известного юриста и политика 1-го графа Макклсфилда.
Образование получил в Итонском колледже и Кембриджском университете. С 1719 года до своей смерти занимал должность в Министерстве финансов.
В 1720—1722 годах совершил путешествие по Италии. После возвращения на родину стал членом Лондонского королевского общества (1722).
Виг. В 1722—1727 годах — член Палаты общин Великобритании.
В 1732 году унаследовал графский титул отца и стал членом Палаты лордов.

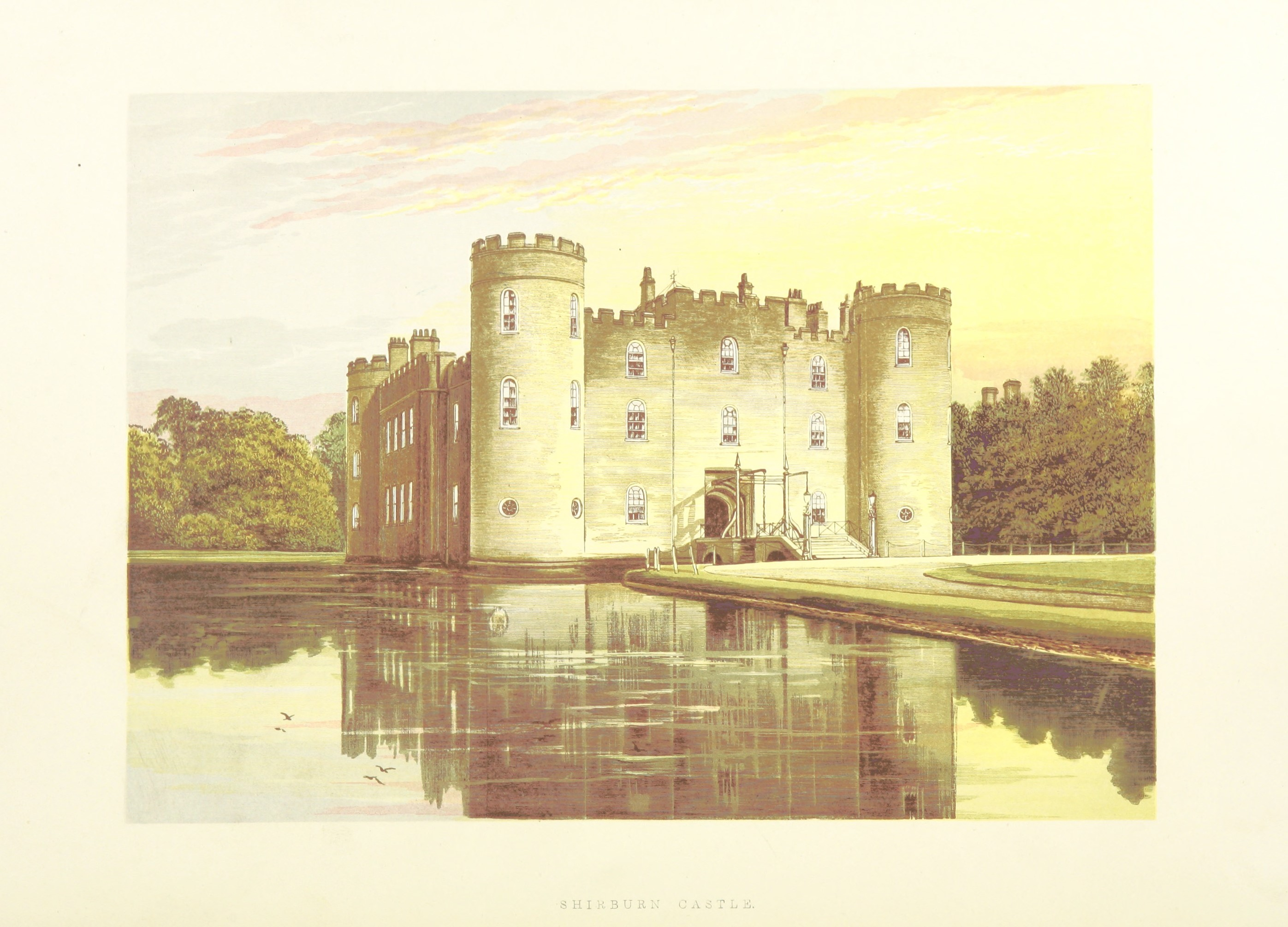
Замок Ширберн, резиденция графов Макклсфилд

Был известен, как астроном-любитель. Построил астрономическую обсерваторию и химическую лабораторию в родовом замке Ширберн в Оксфордшире. Благодаря своим научным интересам с 1752 по 1764 год занимал должность президента Лондонского королевского общества. Сделал ряд наблюдений во время разрушающего Лиссабонского землетрясения 1755 года .
Был также членом-корреспондентом Французской Королевской академии наук, членом Шведской королевской академия наук и Прусской академии наук.

Член Королевского общества древностей.
Почётный доктор Кембриджского университета.
Масон Первой великой ложи Англии.